# LIV Puchar Gordona Bennetta (balonowy)
54 Puchar Gordona Bennetta – zawody balonów wolnych o Puchar Gordona Bennetta zorganizowane w Bristolu w Wielkiej Brytanii. Start nastąpił 24 września 2010 roku.

## Tragedia podczas zawodów
25 września wystartował amerykański balon, na którego pokładzie byli: 47 letni Richard Abruzzo z Albuquerque oraz 65 letnia Carol Rymer Davis z Denver. Piloci byli doświadczonymi baloniarzami, którzy wielokrotnie brali udział w Pucharze Gordona Bennetta wygrywając zawody w 2004 roku. 6 dnia lotu tj. 29 września lokalizator znajdujący się w balonie przestał transmitować sygnał. Włoscy meteorolodzy stwierdzili, że balon leciał w strefie warunków burzowych z silnym wiatrem i wyładowaniami atmosferycznymi. Zgodnie z ostatnimi wskazaniami urządzeń pokładowych (tracker i transponder) balon po przelocie 1758 km opadał z prędkością 80 km/h. Po pięciu dniach poszukiwań, w których brały udział: włoska straż przybrzeżna, marynarka wojenna Stanów Zjednoczonych i załogi chorwackich samolotów  straży przybrzeżnej przerwano akcję. W poniedziałek 6 grudnia 2010 balon został wyłowiony z Adriatyku przez włoskich rybaków 17 km na północ od Vieste. W gondoli wyłowionego balonu znajdowały się ciała pilotów. Balon był wyposażony w sprzęt, który pozwoliłby załodze wytrzymać wodowanie oraz kombinezony ratunkowe, które nie zostały użyte. Komisja badająca przyczyny wypadku stwierdziła uszkodzenia termiczne w dolnej części powłoki balonu odpowiadające uderzeniu pioruna. Dalsze badania ujawniły uszkodzenia odpowiadające detonacji wodoru. Kosz został zdeformowany w wyniku uderzenia, ale nie wykazywał śladów uszkodzeń termicznych. Prawdopodobną przyczyną wypadku był celowy lot załogi w znane niekorzystne warunki pogodowe, co spowodowało zniszczenie powłoki balonu przez uderzenie pioruna i późniejszy niekontrolowany upadek do morza.

## Uczestnicy
Wyniki zawodów.
| Zajęte miejsce | Balon                  | Załoga Pilot Pomocnik pilota          | Kraj              | Czas lotu [h] | Odległość [km] | Miejsce lądowania  |
| -------------- | ---------------------- | ------------------------------------- | ----------------- | ------------- | -------------- | ------------------ |
| 1.             | HB-QKF MMTechnics      | Kurt Frieden Pascal Witpraechtiger    | Szwajcaria        | 58:37         | 2434,31        | Konstanca (ROU)    |
| 2.             | D-OBYN                 | Wilhelm Eimers Ulrich Seel            | Niemcy            | 83:14         | 2312,66        | Kiszyniów (MDA)    |
| 3.             | G-CGOZ                 | David Hempleman-Adams Simon Carey     | Wielka Brytania   | 82:31         | 2008,90        | Nisz (SRB)         |
| 4.             | F-PPSE Golden Eyes     | Sébastien Rolland Vincent Leys        | Francja           | 55:53         | 1804,86        | Salerno (ITA)      |
| 5.             | D-OWBA Warsteiner      | Matthias Zenge Markus Pieper          | Niemcy            | 63:25         | 1530,51        | Zagrzeb (CRO)      |
| 6.             | N-707GH All White      | Mark Sullivan Cheryl White            | Stany Zjednoczone | 35:51         | 1147,72        | Giron (ESP)        |
| 7.             | F-PALL                 | Benoit Pelard Benoît Péterlé          | Francja           | 31:23         | 1121,68        | Figueres (ESP)     |
| 8.             | D-OWBI Warsteiner      | Josef Höhl Georg Sellmaier            | Niemcy            | 37:28         | 1073,75        | Perpignan (FRA)    |
| 9.             | HB-QHP Ajoie           | Max Krebs Walter Gschwendtner         | Szwajcaria        | 27:32         | 712,08         | Bourg-Madame (FRA) |
| 10.            | D-OCOX Belgica2        | Gino Ciers Jürgen Dobbelaere          | Belgia            | 32:31         | 1057,37        | Perpignan (FRA)    |
| 11.            | RA-0454G Dmitrov       | Leonid Tyukhtyaev Stanislaw Fuodoroff | Rosja             | 40:25         | 1052,98        | Perpignan (FRA)    |
| 12.            | PH-KTS Festo           | Rien Jurg Ron van Houten              | Holandia          | 40:10         | 1047,25        | Perpignan (FRA)    |
| 13.            | D-OWNT Warsteiner      | Janet Folkes Ann Rich                 | Wielka Brytania   | 36:48         | 1037,41        | Perpignan (FRA)    |
| 14.            | D-OWML Warsteiner      | John Mike Wallace Kevin Brielmann     | Stany Zjednoczone | 37:41         | 1013,34        | Béziers (FRA)      |
| 15.            | D-ORZL Nicaero Nautilo | Gerald Stürzlinger Nikolaus Binder    | Austria           | 38:30         | 998,68         | Pamiers (FRA)      |
| 16.            | OH-ENI Finn Pearl      | Ben Mattsson Peter Lindholm           | Finlandia         | 29:12         | 957,45         | Tarbes (FRA)       |
| 17.            | D-OCFT Kandersteg      | Colin Butter Paul Spellward           | Wielka Brytania   | 33:34         | 916,09         | Toulouse (FRA)     |
| 18.            | JA-A1044 Nippon 21     | Saburo Ichyoshi Akio Hachinohe        | Japonia           | 17:43         | 838,75         | Bordeaux (FRA)     |
| 19.            | OH-OCO Pirat (Veltins) | Olli Luoma Markku Sipinen             | Finlandia         | 22:29         | 814,38         | Bordeaux (FRA)     |
| -              | N-801NM Doggy          | Richard Abruzzo Carol Rymer-Davis     | Stany Zjednoczone | 78:29         | Katastrofa     | Morze Adriatyckie  |